# Thuần Ly

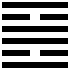
Trận đồ quẻ Thuần ly

Quẻ Thuần Ly, đồ hình |:||:| còn gọi là quẻ Ly (離 li2), là quẻ thứ 30 trong Kinh Dịch.
- Nội quái là ☲ (|:| 離 li2) Ly hay Hỏa (火).
- Ngoại quái là ☲ (|:| 離 li2) Ly hay Hỏa (火).

Giải nghĩa: Lệ dã. Sáng chói. Sáng sủa, trống trải, trống trơn, tỏa ra, bám vào, phụ bám, phô trương ra ngoài. Môn hộ bất ninh chi tượng: tượng nhà cửa không yên.